# Тромболиза
Тромболиза (од грчких речи thrombus - „крвни угрушак” и lyse „растварање“)  је класична ендоваскуларна техника уклањања тромба (угрушака) употребом тромболитичког средства за разбијање фибрина садржаног у тромбу (угрушку), код акутне емболије или тромбозе код срчаног удара (инфаркта миокарда), плућне емболије, исхемијског можданог удара или периферне васкуларне болести, које су повезане са тешким морбидитетом и морталитетом широм света.  Акутна тромбоза која је идентификована као главна компликација васкуларних болести, значајно утиче на квалитет живота милиона пацијената и захтева правилно лечење укључујући и отворене и ендоваскуларне технике. Тромболиза се појавила као разумна опција у последњим деценијама за лечење таквих пацијената, иако су подаци добијени рандомизованим студијама ограничени.

## Историјат интраваскуларне примена тромболитичких агенаса
Интраваскуларна примена тромболитичких агенаса започела је 1960-их са интравенским (ИВ) третманом плућне емболије. Тромболиза помоћу селективне инфузије катетером за васкуларну оклузију ушла је у употребу током 1970-их. Од тада, технике тромболизе су се разгранале у неколико праваца лечење  тромба и/или тромбозе у: 
- коронарним артеријама,
- периферним васкуларним и висцералним артеријама,
- дијализним трансплантацијама,
- венама и
- ИВ катетерима.

Бројни фармаколошки режими су коришћени за тромболизу (нпр  урокиназа, стрептокиназа, алтеплаза, ретеплаза, анистреплаза). Сваки агенс посредује у тромболизи претварањем плазминогена у плазмин, који затим разграђује фибрин и фибриноген до њихових фрагментарних нуспроизвода. Тромболитичка средства су коришћена сама или са антикоагулансима (нпр хепарин), антагонистима рецептора тромбоцита (нпр  абциксимаб) и инхибиторима плазминогена или тромбина (нпр  аргатробан).

## Терапија код акутне тромбозе

### Врсте терапија
Акутна тромбоза која  је уобичајен клинички проблем повезан са високим морбидитетом и морталитетом,  укључују следеће методе:
Системска антикоагулантна терапија
Системска примена антикоагулантни лекови спречава  настанак крвног угрушка и омогућавају фибринолитичком систему да успешно лизира настали тромб. Антикоагулантна терапија се примењује најчешће током 3-6 месеци. Интравенски хепарин је индикован у акутном лечењу тромбозе. Сматра се да је нискомолекуларни хепарин подједнако ефикасан као и нефракционисани, и ако су ови облици хепарина скупљи предност им је што не захтевају лабораторијски мониторинг. Након адекватног лечења хепарином, започиње се орална антикоагулантна терапија варфарином.
Катетером усмерену тромболиза
Катетером усмерену тромболиза (КУТ) третира васкуларне блокаде и побољшава проток крви растварањем абнормалних крвних угрушака, што користи рендгенско снимање и катетер за убризгавање специјалних лекова или медицинског уређаја до места крвног угрушка да би се растварила блокада.
Хируршка реваскуларизација
Ампутација екстремитета

### Избор терапије
Избор терапије зависи од хроничности угрушка, степена тромбозе, статуса удова (екстремитета), расположивих ресурса и преференција лекара. Након што су три рандомизована мултицентрична испитивања објављена 1990-их година показала клиничку ефикасност и безбедност  катетером усмерене тромболизе, она је за одабране пацијенте,  постала метода избора.
Дубока венска тромбоза се јавља код приближно 100 људи на 100.000. Повезан је са високом стопом и акутног и хроничног морбидитета. Акутно, пацијенти могу имати оток, бол или озбиљније симптоме као што су удружена плућна емболија, отекла плава нога,   или венска гангрена. Дуготрајне последице могу укључити ослабљујући посттромботички синдром (ПТС) или хронични бол и оток. Док недавно завршено мултицентрично рандомизовано контролно испитивање није успело да покаже смањење стопе ПТС-а у поређењу са конзервативном терапијом антикоагулационих и компресијских чарапа, тежина ПТС-а је смањена код оних који су били подвргнути тромболизи усмереним катетером.
Артеријска лиза доњих екстремитета је типично резервисана за пацијенте са Рутхерфордовом класификацијом I (одрживи екстремитет који није акутно угрожен) и удовима стадијума ИИа (маргинално угрожени) и показало се да у овим одабраним случајевима има једнаку ефикасност у поређењу са хируршком реваскуларизацијом.
Катетером усмерена тромболиза  није без ризика. Литература наводи 8,8% ризик од великог крварења и 43,8% ризик од мањег крварења.  Пацијенти који се подвргавају катетером усмереној тромболизи  захтевају пријем преко ноћи са високим нивоом неге, често на интензивној нези, како би се пратили знаци крварења или компликације након терапије. Поред праћења клиничких знакова крварења, лабораторијске вредности су коришћене како за идентификацију окултног крварења (серијски хемоглобин и хематокрит), тако и за предвиђање будућег крварења.
Фибриноген је растворљиви циркулишући гликопротеин и тромбин се претвара у фибрин као део коначног заједничког пута у каскади коагулације. Нормални нивои циркулишућег фибриногена крећу се од 200-400 мг/дЛ са полуживотом од 4 дана.  Плазминоген се претвара у плазмин помоћу активатора ткивног плазминогена (АТП), урокиназе, фактора XIa. и фактора XIIa. Плазмин је протеолитички ензим који цепа фибрин у тромбу у продукте разградње фибрина. Нивои фибриногена се користе за предвиђање крварења током ЦДТ-а и усмеравање дозирања активатора ткивног плазминогена. Међутим, ниски нивои фибриногена су неспецифични и клиничка значења су контроверзна. Повезано је и са повећаним ризиком од крварења, као и са протромботичким стањима.

## Индикације
Тромболитичкa терапија, позната и као фибринолиза  или тромболиза намењена је за растварање опасних интраваскуларних угрушака како би се спречило исхемијско оштећење изазвано сужењем лумена крвног суда побољшањем протока крви.
Тромбоза је значајан физиолошки одговор који ограничава крварење узроковано великом или малом васкуларном повредом. Физиолошки хемостатски одговор је добро контролисан интринзичним антитромботичким својствима и фибринолизом. Формирање тромба би требало да буде ограничено на локализована подручја повреде ткива. Сваки интраваскуларни тромб без оштећења који омета проток крви сматра се абнормалним. 
Било који облик наследног или стеченог хиперкоагулабилног стања може довести до стварања интраваскуларног тромба. Након формирања, абнормални тромб се може ширити до потпуне блокаде артеријског лумена или се може одвојити и путовати по телу да би блокира низводно васкуларни лумен.
Главне индикације за тромболизу су:
- Акутни инфаркт миокарда (АИМ)
- Дубока венска тромбоза (ДВТ)
- Плућна емболија (ПЕ)
- Акутни исхемијски мождани удар (АИМУ)
- Акутна оклузија периферне артерије
- Оклузија сталних катетера
- Формирање интракардијалног тромба.

## Контраиндикације
Контраиндикације за  тромболитичко лечење могу бити апсолутне и релативне:
Апсолутне контраиндикације за тромболитичко лечење
- Недавно интракранијално крварење (ИКК)
- Структурна церебрална васкуларна лезија
- Историја исхемијског можданог удара једна је од контраиндикација за тромболизуИнтракранијална неоплазма
- Исхемијски мождани удар у року од три месеца
- Могућа дисекција аорте
- Активно крварење или дијатезно крварења (искључујући менструацију)
- Значајне повреде главе или трауме лица у року од три месеца
- Недавне интракранијалне или кичмене операције
- Тешка неконтролисана хипертензија
- Претходни третман стрептокиназом у претходних шест месеци.[35]

Релативне контраиндикације за тромболитичко лечење
- Историја тешке и лоше контролисане хипертензије
- Тешка хипертензија на презентацији (систолни крвни притисак >180 ммХг или дијастолни крвни притисак >110 ммХг)
- Продужена (>10 минута) кардиопулмонална реанимација (КПР) или велика операција у року од три недеље.
- Историја исхемијског можданог удара.
- Деменција
- Унутрашње крварење у року од 2 до 4 недеље
- Некомпресибилне васкуларне пункције
- Трудноћа
- Активни пептички улкус
- Тренутна терапија антикоагулансима повезана са повишеним међународним нормализованим односом (ИНР) већим од 1,7 или протромбинским временом (ПВ) дужим од 15 секунди.[35]

## Механизам дејства
Хемостаза и тромбоза
Хемостаза и тромбоза су резултат интегрисаног и интерактивног одговора фактора коагулације, крвних судова и тромбоцита. Током тромбозе, циркулишући протромбин се претвара у свој активни облик тромбин помоћу активираних тромбоцита. Активни тромбин затим претвара фибриноген у фибрин са евентуалним формирањем фибринског матрикса. Овај процес је противтежа плазмину добијеном из плазминогена, који се скупља у фибринском матриксу. Активатор ткивног плазминогена (тПА) је природни фибринолитик који се налази у ендотелним ћелијама. Он показује фибринску специфичност и афинитет. 
Циљ терапије
Крајњи циљ тромболизе је претварање плазминогена у плазмин што се постиже на месту тромба и на површини фибрина везивањем тПА за плазминоген. Ово везивање помаже конверзији угрушка.
Они се могу поделити у две категорије које су следеће:
Фибрин-специфични агенси: Овим агенсима је углавном потребно присуство фибрина за конверзију, али у минималној скали то могу учинити иу одсуству фибрина. нпр. алтеплаза (тПА), ретеплаза (рекомбинантни активатор плазминогена [р-ПА]) и тенектеплаза
Средства која нису специфична за фибрин: Њима није потребно присуство фибрина за конверзију, због чега то могу да ураде системски (нпрстрептокиназа)
Стрептокиназа је први тромболитички агенс у историји екстрахован из одређених сојева стрептокока. Истраживачи су пронашли још један потенцијални фибринолитички агенс у људском урину под називом урокиназа. За разлику од стрептокиназе, урокиназа нема антигеност и директно претвара плазминоген у плазмин. Ове две супстанце катализују формирање плазмина из плазминогена и на њих лагано утиче локални фибрински угрушак, чиме имају већи системски ефекат. Стрептокиназа и урокиназа се не користе широко у Сједињеним Америчким Државама, али се користе на другим местима због ниже цене.

## Мониторинг
Пацијенти који примају тромболитичку терапију морају бити подвргнути сталној неуролошкој и кардиоваскуларној евалуацији са праћењем крвног притиска сваких 15 минута током и након инфузије тПА у трајању од најмање 2 сата, затим на пола сата током 6 сати и на сат у наредних 16 сати након инјекције. Строго праћење крвног притиска је неопходно да би се спречиле компликације. 
Тромболитичку терапију треба хитно прекинути код пацијената са било каквим знацима неуролошког погоршања, а пацијенту треба урадити хитну компјутеризовану томографију (ЦТ).
Фибринолитички агенси или било који антикоагуланси морају се одмах прекинути са сваким доказом о компликацијама крварења код пацијената који су у току фибринолитичке терапије. У следећем кораку треба увести мере подршке, укључујући корекцију запремине и трансфузију фактора крви.
Ако је пацијент истовремено узимао хепарин, протамин сулфат он може да поништи ефекат хепарина.

## Прогноза након тромболизе
Иако је тромболиза обично успешна, третман није у стању да раствори крвни угрушак код до 25% пацијената, као и код 12% пацијената код којих се накнадно поново развије угрушак или зачепљење крвног суда. Поред тога, сама тромболиза - чак и када је успешна - не може да третира ткиво које је већ оштећено компромитованом циркулацијом крви.
Дакле и поред примењене тромболзе, понекад ће можда бити потребно даље лечење да би се решили основни узроци крвног угрушка и поправила оштећена ткива и органи.

## Компликације
Укупан ризик од хеморагичног можданог удара због процедуре тромболизе је 1-2,3%. Око 50% хеморагијских компликација се јавља током тромболитичке процедуре. Пријављено је да је хематом на месту васкуларне пункције 12-17%, а гастроинтестинално крварење је променљиво забележено између 5-10%; као и хематурија након тромболизе.
Анафилактичке реакције на стрептокиназу су ретке, али се јављају алергијске реакције. Обично их карактерише црвенило, вазодилатација, осип и хипотензија. Симптоми обично добро реагују на прекид инфузије стрептокиназе и примену хидрокортизона и антихистаминика.
Одложена серумска болест – симптоми су ретка појава код стрептокиназе. Пацијенти имају болове у зглобовима, грозницу и микроскопску хематурију 10-21 дан након третмана. Већина пацијената се опоравља без последица, иако је описано иреверзибилно оштећење бубрега.
Инциденца хеморагијских компликација је смањена са алтеплазом у поређењу са стрептокиназом, али није пронађена разлика у стопама хеморагијских компликација између алтеплазе и урокиназе.